# Марлођа (Прахова)
Марлођа (рум. Mârlogea) насеље је у Румунији у округу Прахова у општини Апостолаке. Oпштина се налази на надморској висини од 181 m.

## Становништво
Према подацима из 2002. године у насељу је живело 401 становника, од којих су сви румунске националности.